# Mîsîkî, Zinkiv
Mîsîkî (în ucraineană Мисики) este un sat în comuna Ciovno-Fedorivka din raionul Zinkiv, regiunea Poltava, Ucraina.

## Demografie
Componența lingvistică a localității Mîsîkî
     Ucraineană (100%)
Conform recensământului din 2001, toată populația localității Mîsîkî era vorbitoare de ucraineană (100%).